# Ξ̌
Cette page contient des caractères spéciaux ou non latins. S’ils s’affichent mal (▯, ?, etc.), consultez la page d’aide Unicode.
Le xi caron, ξ̌, est une lettre grecque additionnelle utilisée par certains auteurs dans l’écriture du grec septentrional de Kastoria ou du cappadocien.

## Utilisation
En grec septentrional de Kastoria, le xi caron est utilisé par exemple dans ξ̌’νός–ξ̌’νούτσ̌’κους, « très sûre ».